# 布里奇波特鎮區 (密蘇里州沃倫縣)
布里奇波特鎮區（英語：Bridgeport Township）是位於美國密蘇里州沃倫縣的一個行政鎮區。

## 地方資料
布里奇波特鎮區的面積為159.48平方千米，當中陸地面積為156.45平方千米，而水域面積為3.03平方千米。根據2020年美國人口普查的數據，當地共有人口637人，而人口密度為每平方千米3.99人。